# Glitter
Glitter, als Namensbestandteil oft auch als Glitzer bezeichnet, ist ein Gemisch aus sehr kleinen, das Licht reflektierenden, Kunststoff-, Glas-, Plastik- oder Metallpartikeln (meist Aluminium), dem ggf. Farbstoffe beigemischt wurden. Da Glitter meistens aus thermoplastischen Kunststoffen (wie PET oder PVC) besteht und eine Partikelgröße von 0,05 bis zu 6,35 mm aufweist, zählt Glitter zum Mikroplastik. Glitter ist nur selten biologisch abbaubar und stellt somit, insbesondere in Gewässern, ein ernstzunehmendes Umweltproblem dar.

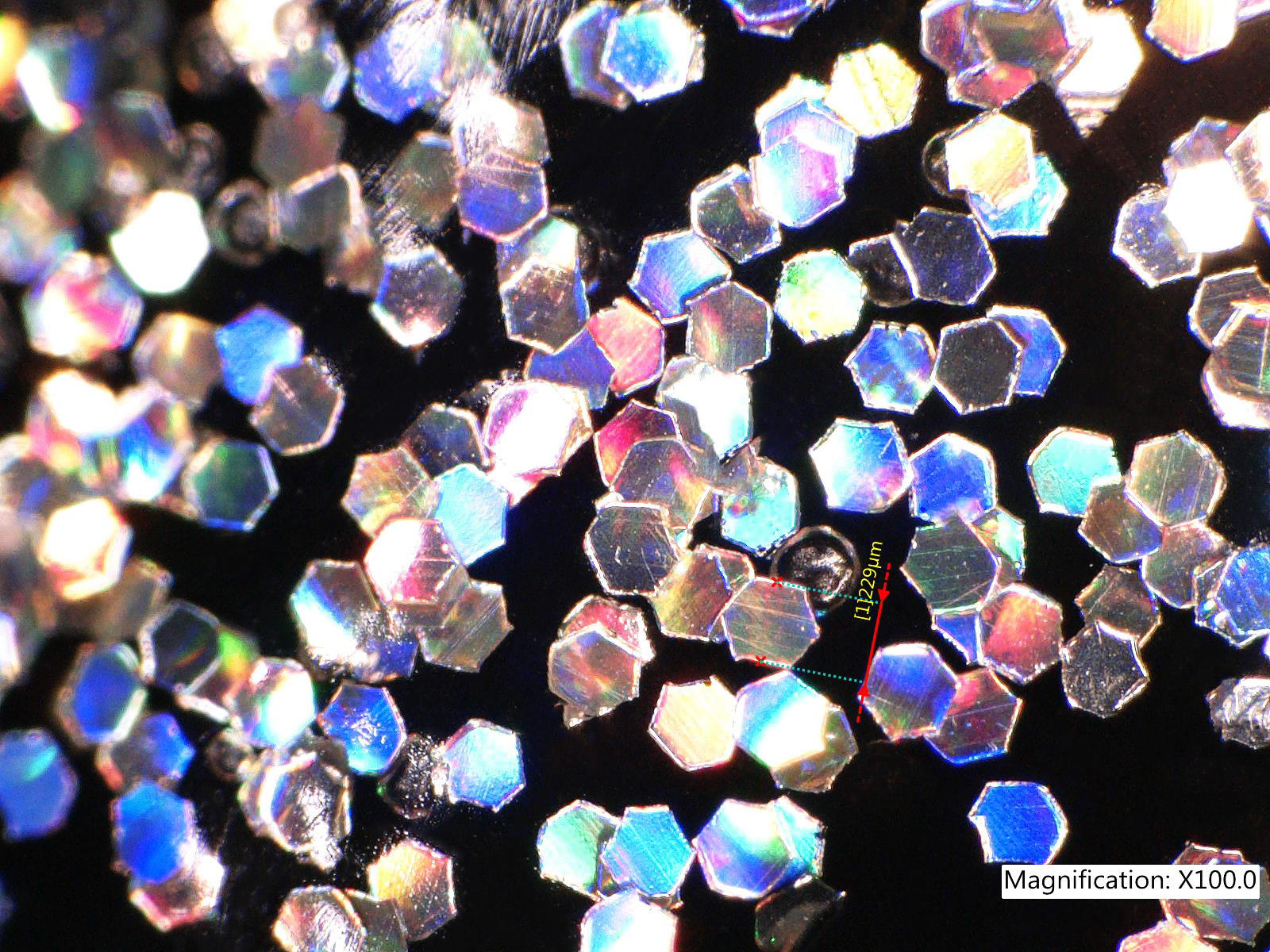
Glitter (100-fach vergrößert)

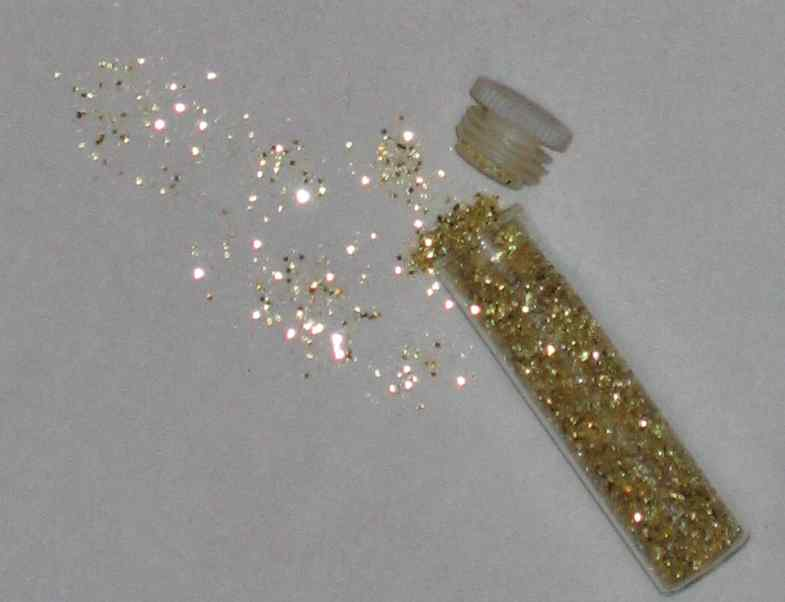
Goldglitter

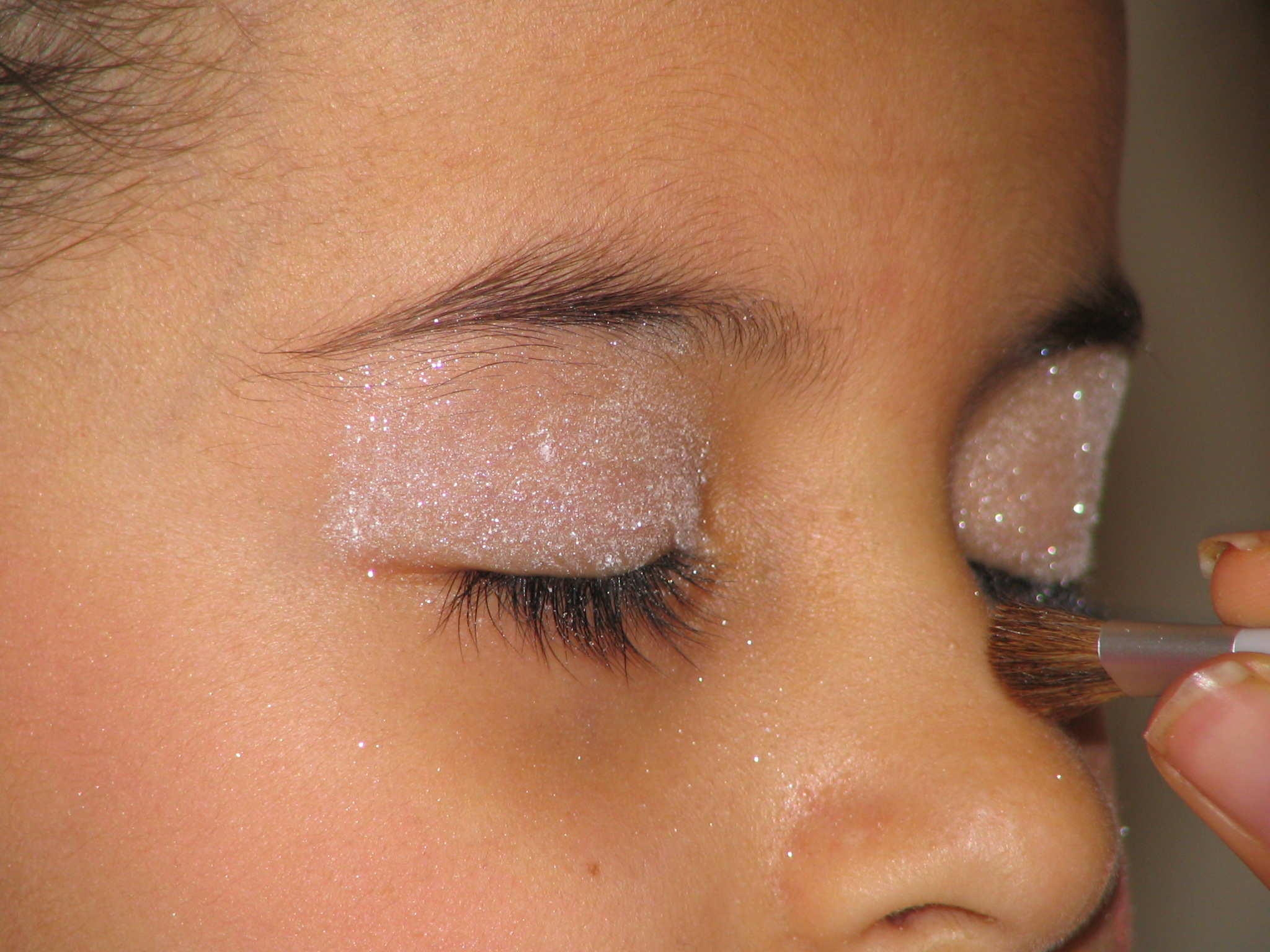
Kosmetischer Glitter bei der Anwendung am Augenlid

Da Glitter funkelt, wird er unter anderem in Kunst, Handwerk und im Design benutzt und erzeugt eine Vielfalt von oft metallischen, fluoreszierenden oder irisierenden Farben. Der andere große Anwendungsbereich ist Kosmetik, wobei hier andere Eigenschaften wichtig sind als bei einer Applikation, die nicht direkt auf Haut, Haaren oder Nägeln erfolgt.
Ähnliche Effekte können zum Teil mit Flitter, Pailletten oder auch Konfetti erzielt werden.

## Anwendungsbeispiele
Als Zusatzstoff wird Glitter u. a. folgenden Produkten beigemischt:
- Kosmetik
- Nagellack
- Haarspray, Haargel
- Papierwaren, wie beschichtete Grußkarten, Geschenkpapier und Geschenkverpackungen
- Dekorationsartikeln wie Christbaumschmuck

Weitere Anwendungsbeispiele sind:
- Farben und Lacke
- Hobby- und Bastelartikel (wie Glitzer-Klebstoff)
- Aerosolsprays
- Streumaterial für Schaufenster und Tischdekoration für Karneval.

## Geschichte
Mineralische Schichtsilikate aus der Glimmergruppe wurden bereits im Altertum von den Griechen, im Alten Ägypten, im Römischen Reich und auch im Chinesischen Altertum in der Malerei verwendet.
Der Amerikaner Henry Ruschmann erfand 1934 in New Jersey eine Maschine zur industriellen Herstellung von großen Glittermengen. In kosmetischen Produkten findet Glitzer seit den frühen 1960er Jahren Verwendung. Bei dem fiktiven Musiker Ziggy Stardust, einem Charakter von David Bowie, diente das auffällig glitzernde Gesichts-Make-Up in den 1970er-Jahren als Erkennungszeichen.

## Umweltproblematik

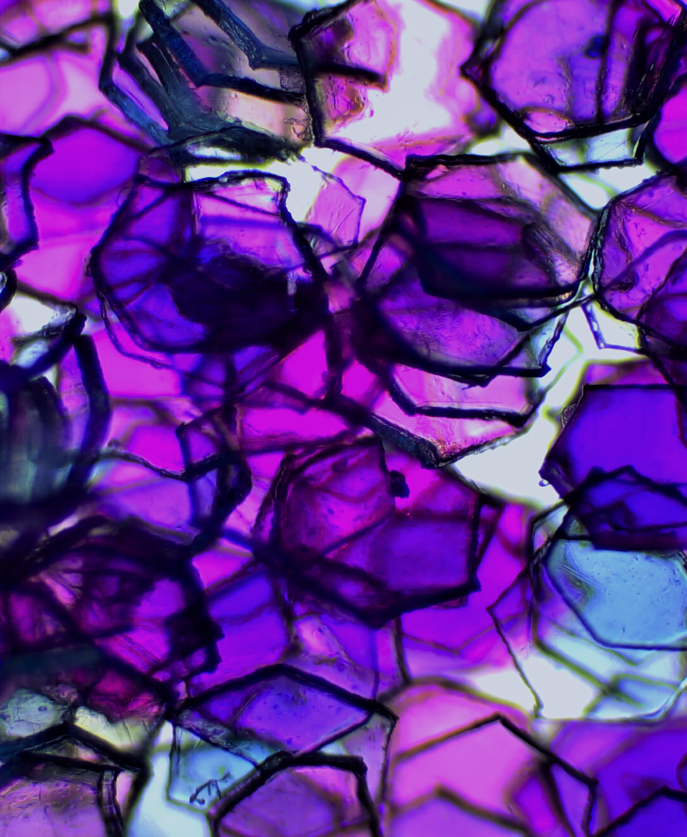
Mikroskopische Aufnahme von lilafarbigem Glitter

Nach Angaben des NABU ist es für die chemisch instabilen Glitzerpartikel aufgrund ihrer geringen Größe kein Problem, über die Kanalisation das Abwassersystem und die Kläranlagen zu passieren und so ins Meer zu gelangen. Dort angekommen trägt Glitter als Mikroplastik zum Plastikmüll in den Ozeanen bei.
Insbesondere abgewaschenes und abgeduschtes Glitzer-Make-Up gelangt über das Abwasser in das Grundwasser und in die Weltmeere, da es nur sehr wenige Kläranlagen gibt, die Mikroplastik aus dem Wasser filtern können. Wenn Meereslebewesen die glitzernden Partikel mit Nahrung verwechseln, so beschädigt das ihre Leber und beeinträchtigt ihre Verhaltensfunktionen.
Wissenschaftler vermuten jedoch, dass Glitter im Bereich des Mikroplastiks, aufgrund seiner auffälligen Optik, als Marker verwendet werden kann. Die Verfolgung von Glitzerpartikeln vom heimischen Waschbecken, bis in die Ozeane, eignet sich darüber hinaus gut, um das Problembewusstsein für Mikroplastik im Allgemeinen zu erhöhen.
Zum Stand von 2019 sprachen sich Wissenschaftler für ein Verbot von nicht abbaubarem Glitter in Kosmetika aus, nicht nur, um das Aufkommen an Mikroplastik zu verringern, sondern auch aufgrund der Probleme, die u. a. durch kohlenstofffaserverstärkte Kunststoffe in der Abwasserbehandlung auftreten. Seit Oktober 2023 sind Glitter in der EU verboten.
Bisher gibt es noch keine echten, nachhaltigen Alternativen. Studien legen nahe, dass vermeintlich biologisch abbaubare Glitzerpartikel in Kosmetika die Gewässer ähnlich stark belasten wie herkömmlicher Plastikglimmer.